# Money in the Bank (2022)
Money in the Bank (2022) — тринадцатое по счёту шоу Money in the Bank, премиальное живое шоу производства американского рестлинг-промоушна WWE. Шоу прошло 2 июля 2022 года на арене MGM Grand Garden Arena в пригороде Лас-Вегаса Парадайс, Невада, США. Первоначально шоу планировалось провести на городском стадионе Allegiant Stadium. Шоу транслировалось по системе pay-per-view (PPV) по всему миру и доступно для трансляции через Peacock в США и WWE Network на международном рынке.
На шоу было проведено семь матчей. В главном событии необъявленный участник Тиори, который ранее вечером проиграл Бобби Лэшли титул чемпиона Соединённых Штатов WWE, победил в мужском матче Money in the Bank.

## Результаты
| №                               | Результаты                                                                                             | Условия | Время |
| ------------------------------- | --- | --- | ----- |
| 1                               | Лив Морган победила Алексу Блисс, Аску, Бекки Линч, Лейси Эванс, Ракель Родригез и Шотци               | Матч Money in the Bank                                                                                     | 16:35 |
| 2                               | Бобби Лэшли победил Тиори (с)                                                                          | Одиночный матч за титул чемпиона Соединённых Штатов WWE                                                    | 11:05 |
| 3                               | Бьянка Белэр (с) победила Кармеллу                                                                     | Одиночный матч за титул чемпиона WWE Raw среди женщин                                                      | 7:10  |
| 4                               | «Братья Усо» (Джей Усо и Джимми Усо) (c) победили «Уличную наживу» (Анджело Докинз и Монтез Форд)      | Командный матч за титул объединённых командных чемпионов WWE                                               | 23:00 |
| 5                               | Ронда Раузи (с) победила Наталью                                                                       | Одиночный матч за титул чемпиона WWE SmackDown среди женщин                                                | 12:30 |
| 6                               | Лив Морган победила Ронду Раузи (с)                                                                    | Одиночный матч за титул чемпиона WWE SmackDown среди женщин Лив Морган использовала кейс Money in the Bank | 0:35  |
| 7                               | Тиори победил Дрю Макинтайра, Мэдкэп Мосса, Омоса, Риддла, Сами Зейна, Сета «Фрикин» Роллинса и Шимуса | Матч Money in the Bank                                                                                     | 25:25 |
| - (ч) – чемпион на начало матча | | |       |